# Silvia Scalia
Silvia Scalia (Lecco, 16 de julio de 1995) es una deportista italiana que compitió en natación.
Ganó una medalla de plata en el Campeonato Mundial de Natación en Piscina Corta de 2016, una medalla de plata en el Campeonato Europeo de Natación de 2022 y dos medallas en el Campeonato Europeo de Natación en Piscina Corta, plata en 2019 y bronce en 2021.

## Palmarés internacional
| Campeonato Mundial en Piscina Corta | Campeonato Mundial en Piscina Corta | Campeonato Mundial en Piscina Corta | Campeonato Mundial en Piscina Corta |
| Año                                 | Lugar                               | Medalla                             | Prueba                              |
| ----------------------------------- | ----------------------------------- | ----------------------------------- | ----------------------------------- |
| 2016                                | Windsor (Canadá)                    | Medalla de plata                    | 4 × 50 m estilos                    |
| Campeonato Europeo                  |                                     |                                     |                                     |
| Año                                 | Lugar                               | Medalla                             | Prueba                              |
| 2022                                | Roma (Italia)                       | Medalla de plata                    | 50 m espalda                        |
| Campeonato Europeo en Piscina Corta |                                     |                                     |                                     |
| Año                                 | Lugar                               | Medalla                             | Prueba                              |
| 2019                                | Glasgow (Reino Unido)               | Medalla de plata                    | 4 × 50 m estilos                    |
| 2021                                | Kazán (Rusia)                       | Medalla de bronce                   | 4 × 50 m estilos                    |